# Brtnice
Brtnice település Csehországban, a Jihlavai járásban. Brtnice Opatov, Bítovčice, Cerekvička-Rosice, Kamenice, Kněžice, Číchov, Čížov, Puklice, Luka nad Jihlavou, Stonařov, Bransouze, Brtnička, Radonín, Horní Smrčné és Chlum településekkel határos. Lakosainak száma 3897 fő (2024. január 1.).

## Népesség
A település lakosságának változását az alábbi diagram mutatja:
| Lakosok száma | 5235 | 5154 | 4971 | 3797 | 3541 | 3656 | 3752 | 3758 | 3761 | 3897 |
|               | 1869 | 1890 | 1921 | 1950 | 1980 | 2001 | 2017 | 2019 | 2022 | 2024 |